# Supercoppa turca 2014 (pallavolo femminile)
La Supercoppa turca 2014 si è svolta il 21 ottobre 2014: al torneo hanno partecipato due squadre di club turche e la vittoria finale è andata per la seconda volta consecutiva al VakıfBank Spor Kulübü.

## Regolamento
Le squadre hanno disputato una gara unica.

## Squadre partecipanti
| Squadra    | Qualificazione                                               | Ultima partecipazione |
| ---------- | ------------------------------------------------------------ | --------------------- |
| Fenerbahçe | Finalista in Coppa di Turchia 2013-14                        | Supercoppa turca 2011 |
| VakıfBank  | Vincitrice Voleybol 1. Ligi 2013-14/Coppa di Turchia 2013-14 | Supercoppa turca 2013 |

## Torneo
| 21 ottobre 2014 Başkent Voleybol Salonu, Ankara Durata: 1h:21 - Spettatori: 7 200 | VakıfBank | 3 - 0 | Fenerbahçe | 25-20, 25-18, 25-23 |